# Impressment

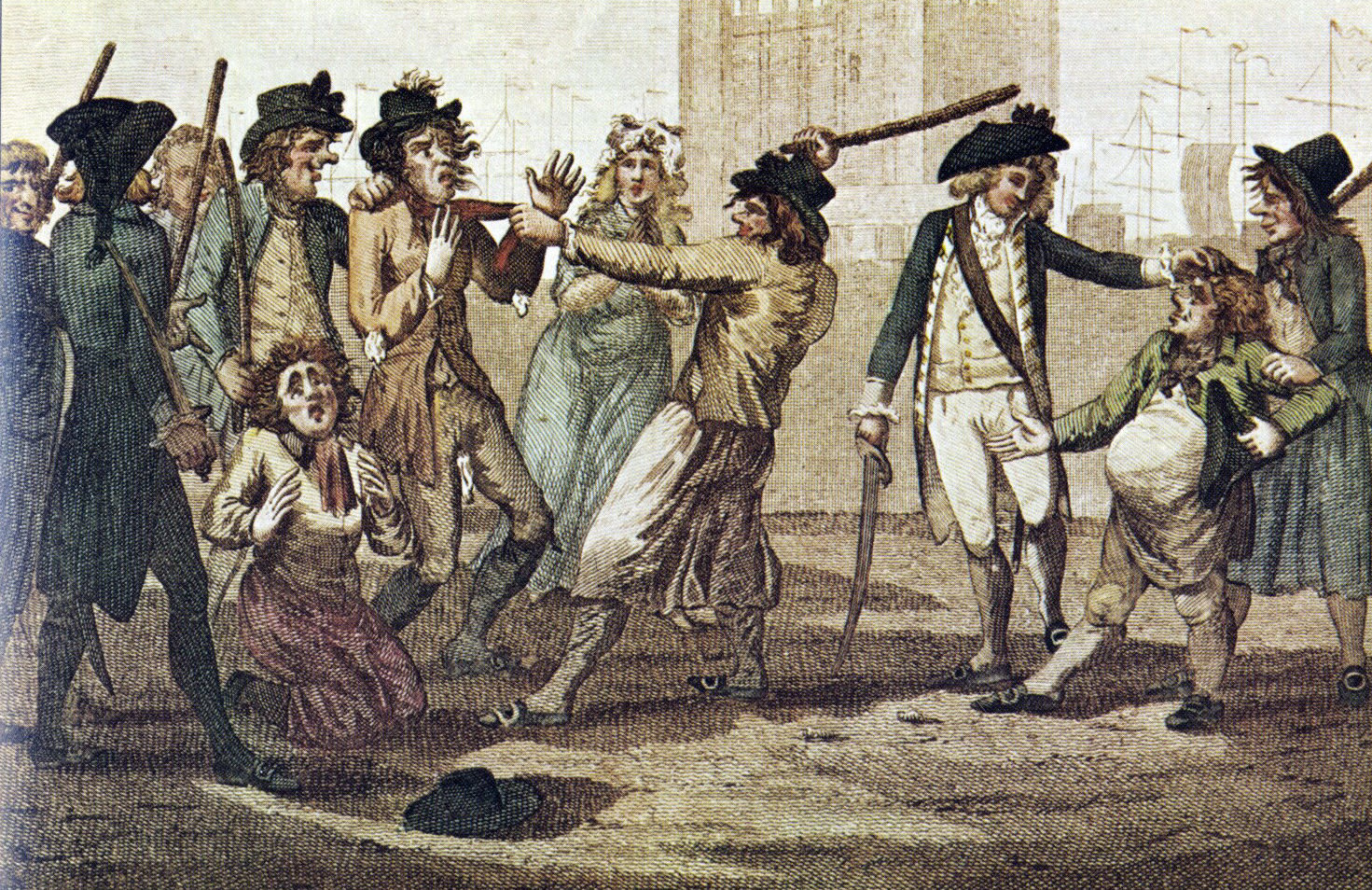
Caricatura di una press gang, 1780.

Impressment, informalmente "the press" o "press gang", è l'arruolamento di uomini in una forza militare o specificamente in una marina militare per costrizione, con o senza preavviso. Le marine militari di diverse nazioni usavano il reclutamento forzato con vari mezzi, tra cui soprattutto la Royal Navy.
La forza armata vi fece ricorso in tempo di guerra, a partire dal 1664, durante il XVIII secolo e all'inizio del successivo, come metodo per trovare equipaggi alle navi da guerra, benché la previsione normativa di questa prassi si possa far risalire al tempo di Edoardo I d'Inghilterra. La Royal Navy reclutò così molti marinai della marina mercantile, oltre ad alcuni marinai di altre nazioni, soprattutto europee. Erano soggetti ad impressment "uomini idonei di abitudini marinare tra i 18 e i 55 anni di età". Talora, anche se di rado, furono oggetto di impressment uomini che non erano marittimi.
L'impressment era aspramente criticato da quelli che lo ritenevano contrario alla costituzione del Regno Unito; a differenza di molti rivali continentali coevi, i sudditi britannici non erano soggetti a coscrizione per il servizio militare, con l'eccezione di un breve esperimento di impressment applicato all'esercito tra il 1778 e il 1780. Sebbene l'opinione pubblica in generale osteggiasse la coscrizione, l'impressment fu ripetutamente legittimato dai tribunali, in quanto considerato vitale per la forza della marina militare e, per estensione, per la sopravvivenza del dominio e del regno britannici.
L'impressment era essenzialmente una prassi della Royal Navy, in conseguenza dell'imponente grandezza della flotta britannica e delle sue sostanziose esigenze di manodopera. Sebbene altre marine militari europee esercitassero il reclutamento forzato in tempo di guerra, questo avveniva di norma estendendo la prassi della coscrizione formale applicata dalla maggior parte degli eserciti europei a partire dalle Guerre napoleoniche. Anche la U.S. Continental Navy praticò una forma di impressment nel corso della Guerra d'indipendenza americana.
L'impressment di marittimi "estratti" da navi americane provocò serie tensioni tra la Gran Bretagna e le Tredici colonie negli anni che precedettero la Rivoluzione Americana. Una delle 27 lamentele elencate nella Dichiarazione d'indipendenza degli Stati Uniti d'America (esattamente la n. 26) biasimava direttamente l'impressment. Fu daccapo una causa di tensione che concorse a far scoppiare la Guerra anglo-americana. Dopo la sconfitta di Napoleone nel 1815, la Gran Bretagna abbandonò la prassi; la successiva coscrizione non fu più limitata alla Royal Navy ma interessò tutte le forze armate britanniche.

## Reclutamento e diserzione nella Royal Navy
Le condizioni lavorative e di vita del marinaio medio nella Royal Navy nel XVIII secolo erano molto dure per i parametri odierni. Il salario della marina militare era lusinghiero negli anni 1750, ma verso la fine del secolo il suo valore era stato sistematicamente eroso dai prezzi crescenti. La paga dei marittimi sulle navi mercantili era alquanto maggiore in tempo di pace, e poteva aumentare fino al doppio della paga militare in tempo di guerra.

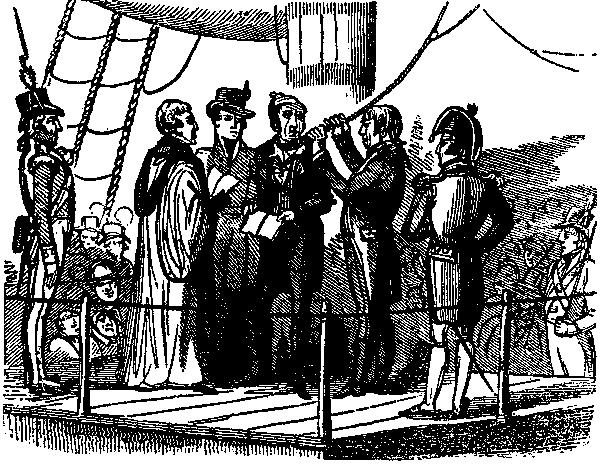
Richard Parker alla forca per ammutinamento (illustrazione da The Newgate Calendar).

Fino alle migliorate condizioni legate alle riforme del XIX secolo, la Royal Navy notoriamente pagava le retribuzioni con arretrati fino a due anni, e tratteneva sempre la paga degli ultimi sei mesi come metodo per scoraggiare la diserzione. I salari della marina militare erano stati fissati nel 1653, e non furono aumentati fino all'aprile del 1797, dopo che si erano ammutinati i marinai delle 80 navi delle Channel Fleet di base a Spithead.
Nondimeno, c'erano ancora molti che si offrivano volontari per la marina militare. Il carico di lavoro di questi marinai era minore di quello da svolgere sui mercantili, dato che l'organico delle navi da guerra era determinato in proporzione alle bocche da fuoco da servire — circa quattro volte la grandezza della ciurma necessaria per il mero governo dell'imbarcazione. Si consideri ancora che il vitto offerto dalla Navy era abbondante, regolare, e di buona qualità per i livelli del tempo. Tra il XVIII e il XIX secolo era tutt'altro che insolito, per gli uomini oggetto di impressment, percepire la vita in marina militare (benché dura) come ancora preferibile a quella che conducevano in terraferma e pertanto prolungare la ferma quando pure arrivava la possibilità di lasciare la nave. Armatori e governi stimavano normalmente che il 50% dei marinai in un dato viaggio morissero di scorbuto.
Il problema principale nel reclutamento per le navi da guerra, però, era la scarsità di marinai qualificati ed esperti in tempo di guerra, quando la Navy doveva reclutare velocemente da 20 000 (inizio XVIII secolo) a 40 000 (fine XVIII secolo) uomini in più. Corsari, Royal Navy e marina mercantile competevano tutti per un ristretto bacino di marinai ordinari e scelti in tempo di guerra, e tutti e tre i gruppi di solito erano a corto di uomini. Le cifre del reclutamento esposte al Parlamento per gli anni 1755-1757 indicano 70 566 uomini, di cui 33 243 erano volontari (47%), 16 953 "forzati", ossia pressed (24%), mentre altri 20 370 erano indicati separatamente come volontari (29%). Anche se non ci sono informazioni che spieghino perché vi siano due conteggi di volontari, è plausibile che alcuni pressed divenissero "volontari" per ottenere i vantaggi di chi si raffermava, due mensilità di paga anticipate e un salario più alto; è risaputo che lo fecero in molti. Offrirsi volontari proteggeva anche i marinai dai creditori, dato che la legge vietava di riscuotere i debiti maturati prima dell'arruolamento. Il principale svantaggio era che i volontari che avessero successivamente disertato erano passibili di morte se catturati; i pressed in tale ipotesi venivano solo rimessi in servizio. Altri dati confermano percentuali simili nel corso del XVIII secolo.
Reclutamento annuale medio 1736–1783
| Date      | Periodo                         | Royal Navy | Corsari | Mercantili | Totale  |
| --------- | ------------------------------- | ---------- | ------- | ---------- | ------- |
| 1736–1738 | Tempo di pace                   | 14.845     |         | 35.239     | 50.084  |
| 1739–1748 | Guerra anglo-spagnola           | 43.303     | 2.602   | 30.392     | 76.297  |
| 1753–1755 | Tempo di pace                   | 17.369     |         | 40.862     | 58.231  |
| 1756-1763 | Guerra dei sette anni           | 74.771     | 3.286   | 37.584     | 115.641 |
| 1773–1775 | Tempo di pace                   | 18.540     |         | 50.903     | 69.443  |
| 1775-1783 | Guerra d'indipendenza americana | 67.747     | 3.749   | 44.947     | 116.443 |

Tutti e tre i gruppi erano esposti da alti livelli di diserzione. Nel XVIII secolo, i tassi di diserzione sulle navi da guerra toccavano una media annua del 25%, con lievi differenze tra volontari e coatti. Il tasso di diserzione era alto al principio, poi calava decisamente dopo pochi mesi a bordo di una nave, e generalmente diventava trascurabile dopo un anno — poiché la paga della Navy veniva erogata con mesi o anni di arretrato, la diserzione poteva significare non solo abbandonare i compagni di avventura, ma anche la perdita di una grossa quantità di denaro già spettante. Se una nave da guerra aveva catturato una preda, un marinaio che disertava avrebbe anche perduto la sua quota del denaro che si ricavava da tale preda. In una relazione sulle modifiche proposte alla Royal Navy (RN), scritta dall'ammiraglio Nelson nel 1803, egli osservava che dal 1793 più di 42 000 marinai avevano disertato.

## L'Impress Servicee l'impressmentsul mare

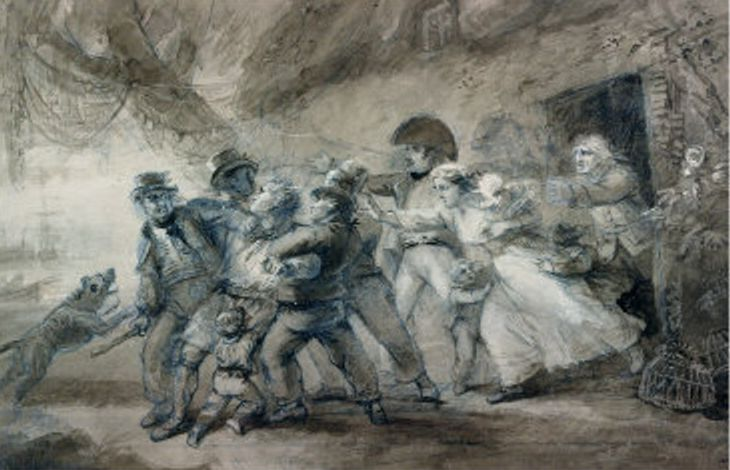
The Press-gang, olio su tela di Luke Clennell.

L'Impress Service (volgarmente detto la "press-gang") era stato istituito per obbligare i marinai a prestare servizio sulle navi da guerra. All'epoca non c'era il concetto di "entrare in marina" come un percorso stabile di carriera per chi non fosse un ufficiale, dato che i marinai restavano legati alla nave solo per la durata della sua assegnazione al servizio militare. Erano incoraggiati a rimanere in marina dopo che la nave aveva cessato il servizio ma potevano andarsi a cercare un altro ingaggio quando la nave veniva dismessa. L'impressment faceva affidamento sul potere del re di chiamare gli uomini al servizio militare, ma anche sul reclutamento di volontari (che ricevevano un premio all'arruolamento, a differenza dei coatti). I marinai non avevano la protezione della Magna Carta e la "inottemperanza all'impressment" era punibile con l'impiccagione, sebbene con l'andare del tempo la pena diventasse meno severa.
Nell'epoca elisabettiana l'impressment era regolato per legge come una forma di reclutamento, e con i'introduzione del Vagabonds Act 1597 gli uomini di cattiva reputazione (vagabondi) si ritrovavano coscritti. Nel 1703 una legge limitò l'impressment degli uomini sotto i 18 anni d'età a quelli che non erano apprendisti. Un'altra legge del 1740 elevò l'età massima a 55 anni. Sebbene gli stranieri non potessero normalmente essere sottoposti a impressment, perdevano la protezione se sposavano una donna britannica o avevano lavorato su un mercantile britannico per due anni. Alcuni governi, compresa la Gran Bretagna, rilasciavano "protezioni" contro l'impressment che i destinatari dovevano portare sempre sulla loro persona; ma in tempi di crisi l'Ammiragliato poteva ordinare una hot press, che significava che non c'erano più esenzioni per alcuno.
La Royal Navy sottoponeva a impressment anche marittimi prelevati da mercantili britannici in navigazione, benché questo fosse fatto da singole navi da guerra, piuttosto che dall'Impress Service. L'impressment, e specificamente le press gang, divennero notevolmente impopolari per l'opinione pubblica britannica (e anche nelle colonie americane), e le autorità locali spesso li contrastavano, al punto di imprigionare gli addetti dell'impresa Service o fronteggiarli con la forza delle armi.

## Le modalità operative ed i soggetti interessati
Al tempo della Battaglia di Trafalgar più di metà dei 120 000 marinai della Royal Navy erano coscritti a forza. Il potere di arruolare dell'Impressment Service era per legge limitato alla gente di mare, compresi marittimi, scaricatori di porto e pescatori. Non ha alcun fondamento la diffusa impressione che civili senza alcuna esperienza marinaresca fossero sequestrati a caso da abitazioni, viali di campagna o luoghi di lavoro dalle press gang, o che i suddetti fossero impiegati nell'entroterra lontano dai porti costieri. Però a piccoli delinquenti condannati veniva spesso prospettata da tribunali dell'entroterra l'alternativa di offrirsi come volontari della marina militare in qualità di inesperti "uomini della quota" (come verrà esposto in prosieguo).

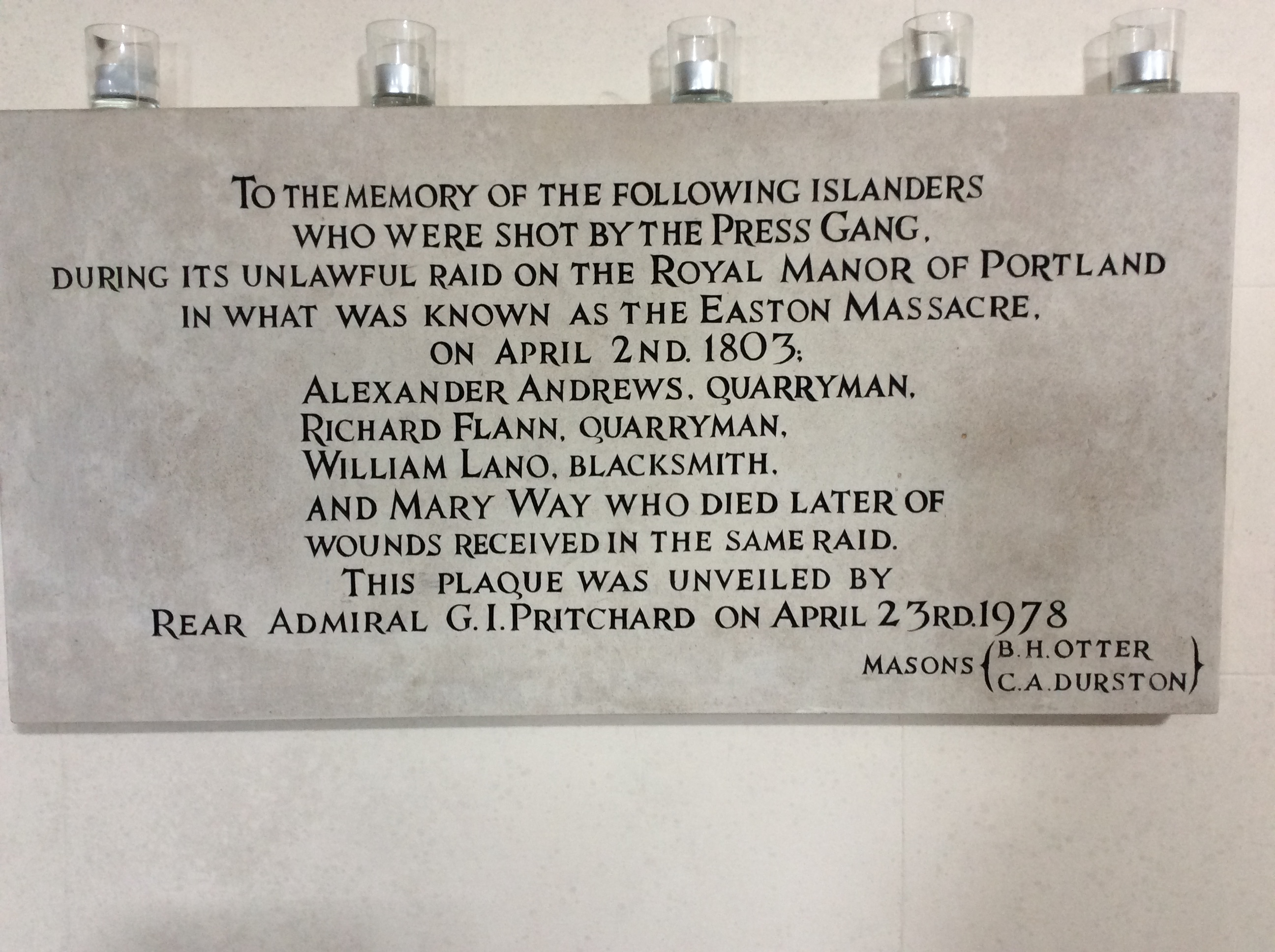
Questa lapide ricorda le scuse dell'Ammiragliato per l'assassinio di due cavatori (Alexander Andrews and Rick Flann) e di un fabbro (William Lano), durante un tentativo illegale di arruolarli a forza sull'Isle of Portland nel Dorset il 2 aprile 1803. Una giovane donna, Mary Way fu a sua volta assassinata stando al referto del Coroner. La irregolarità di questo colpo di mano fu confermata dai tribunali di Londra e da altri tribunali locali.

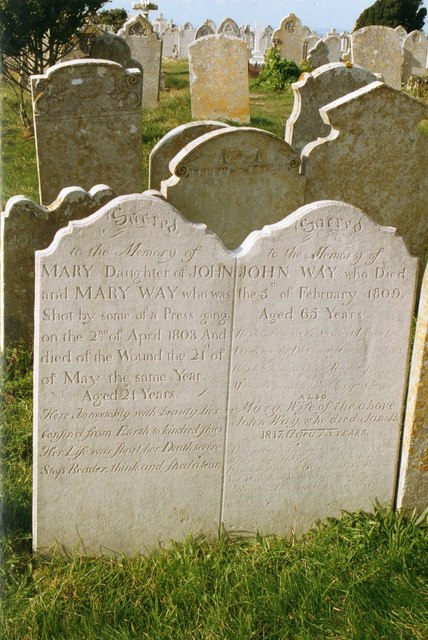
Tomba di Mary Way, uccisa dal fuoco di press-ganger durante manifestazioni anti-impressment.

In alcune occasioni la popolazione locale si coalizzava per contrastare le attività della press. In uno di questi eventi, il massacro di Easton del 1803, una press gang che stava tentando di arruolare a forza dei cavatori sparò sulla folla, uccidendo quattro persone nel villaggio di Easton, sull'isola di Portland. Nel 1808 a Londra l'intervento di passanti salvò Thomas Urquhart da una press gang di tre o quattro uomini. Urquhart denunciò il fatto alle autorità locali, identificò almeno uno degli uomini implicati e ottenne che il Queen's Bench gli riconoscesse il risarcimento dei danni. Continuò poi a svolgere un'azione di lobbying per modificazioni della legge e della prassi, pubblicando Letters on the evils of impressment: with the outline of a plan for doing them away, on which depend the wealth, prosperity, and consequence of Great Britain nel 1816.
Pattugliando i porti o le loro vicinanze, la press gang avrebbe provato a trovare uomini tra i 15 e 55 anni con esperienza di mare o fluviale, ma ciò non era essenziale; quelli senza esperienza erano chiamati "terraioli". Dal 1749, i terraioli erano esentati per legge dall'impressment, ma questo a volte veniva ignorato in tempo di guerra a meno che la persona catturata fosse un apprendista o un "gentiluomo". I capitani consideravano due terraioli equivalenti ad un marinaio scelto. Se un terraiolo era in grado di provare la sua condizione all'Ammiragliato di solito veniva rilasciato. I documenti giudiziari mostrano che si scatenavano combattimenti quando le persone tentavano di evitare quello che percepivano come impressment arbitrario, e il Times di Londra riferì di casi in cui le press gang istituivano una hot press (ignorando le protezioni contro l'impressment) per raccogliere equipaggi per la marina.

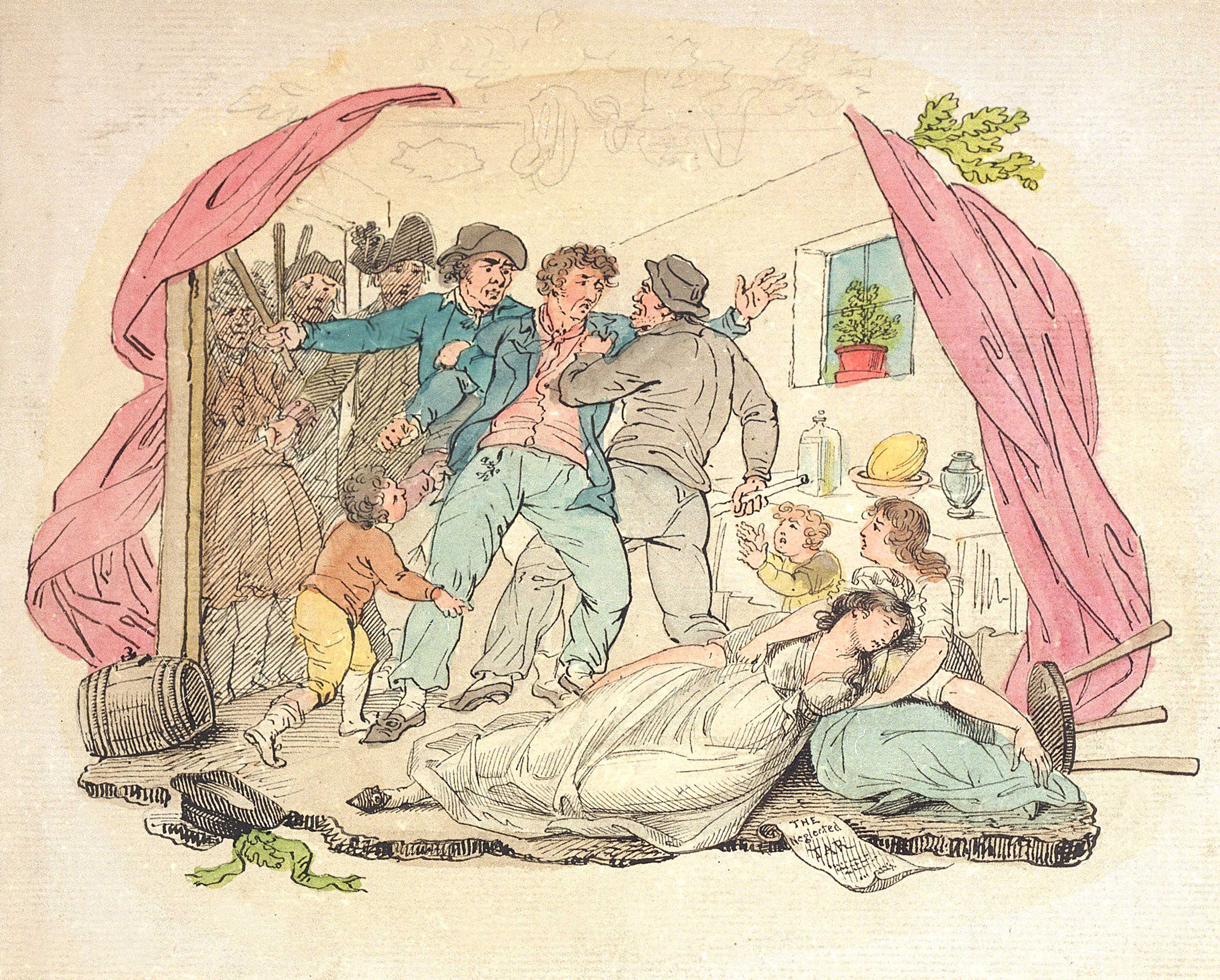
The Neglected Tar, circa 1800, evoca gli effetti dell'impressment sulla famiglia e la casa di un marittimo.

Discorso diverso valeva invece per i marittimi sbarcati dalle rispettive navi (e facilmente riconoscibili per i loro atti e l'aspetto generale). Chiunque con esperienza marinaresca fosse stato incontrato per strada si sarebbe dapprima sentito chiedere di arruolarsi volontario nella marina militare. Se la potenziale recluta rifiutava veniva riempito di alcol o semplicemente portato via a forza. Si crede comunemente che ci fosse un trucco praticato nelle taverne, ossia gettare surrettiziamente un King's shilling (la moneta erogata come premio di arruolamento ai volontari) nella bevanda del malcapitato, e poi "trovare" lo scellino in suo possesso lo avrebbe fatto considerare un volontario, e ciò avrebbe indotto taluni tavernieri a mettere un fondo di vetro nei loro boccali. Però è una leggenda; gli addetti alla press erano soggetti ad ammende se ricorrevano ad astuzie e il volontario aveva un periodo di "raffreddamento" in cui eventualmente cambiare idea.
La stragrande maggioranza degli uomini pressed venivano prelevati da navi mercantili in mare, specialmente da quelle dirette in patria verso la Gran Bretagna. Questo era lecito a patto che la Navy sostituisse l'uomo che prendeva, e molti capitani militari avrebbero preso i migliori marittimi, rimpiazzandoli con i piantagrane e i terraioli che avevano sulla loro nave. Era pure comune che volontari "di fiducia" recitassero la parte dei sostituti; avrebbero poi disertato non appena il mercantile avesse attraccato, facendo ritorno alla loro nave da guerra.
Navi mercantili in uscita, ufficiali e apprendisti erano esclusi dall'impressment. Quando scoppiava una guerra la Navy normalmente schierava fregate ed altre navi al largo delle coste per intercettare i mercantili di rientro. Asseritamente alcuni capitani di navi mercantili avrebbero dirottato le loro navi verso porti irlandesi per farvi sbarcare i migliori membri dell'equipaggio, prima di terminare il viaggio in Inghilterra. Nel 1740 un mercantile aprì il fuoco contro un "incrociatore" che tentava di esercitare l'impressment sul suo equipaggio; minacce di violenze simili per evitare l'impressment dei marinai erano probabilmente frequenti, specie riguardo alle navi delle Indie orientali, i cui equipaggi erano rimasti lontani dalle famiglie e dall'Inghilterra per un tempo considerevole. Quando si verificava un'estrema penuria di personale, la Navy poteva sottoporre ad "embargo" la costa; i mercantili dovevano cedere una parte della loro ciurma in cambio del permesso di navigare. Molti mercantili avevano nascondigli dove far nascondere i migliori elementi dell'equipaggio quando si accostava un'imbarcazione militare.
Oltre all'impressment, dal 1795 al 1815 la Gran Bretagna usò anche il Quota System (o The Quod), per cui ogni contea doveva fornire un certo numero di volontari, in proporzione alla sua popolazione e al numero dei suoi porti di mare. A differenza dell'impressment, il Quota System spesso mandava a prestar servizio sulle navi dei delinquenti, poiché le contee che non riuscivano a raggiungere la quota spettante davano ai detenuti l'alternativa di scontare la pena o offrirsi volontari per imbarcarsi. A parte la qualità probabilmente inferiore delle reclute ottenute per questa via, un altro svantaggio del Quota System era la frequente introduzione di malattie, specialmente il tifo, su navi sane.

## In Irlanda
L'Irlanda costituì uno Stato separato ma subordinato, il Regno d'Irlanda, tra il 1534 e il 1800.
Tutta l'Irlanda fu unita alla Gran Bretagna per formare il Regno Unito di Gran Bretagna e Irlanda tra il 1801 e il 1922. In questo periodo la Royal Navy reclutò molto personale in Irlanda, anche ricorrendo all'impressment. Per esempio, l'impressment fu compiuto a Wicklow nel 1734. L'impressment era pure assai comune durante le Guerre napoleoniche, sebbene la diffusione della povertà in Irlanda certamente assicurasse di norma la disponibilità di volontari.

## Nord America Britannico

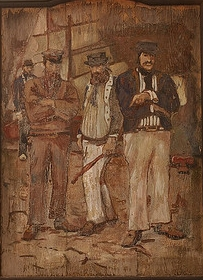
Press gang ad Halifax, Nuova Scozia.

Una delle più grandi operazioni di impresement si compì nella primavera del 1757 a New York City, allora ancora dominio coloniale britannico. Tremila soldati britannici isolarono la città e rastrellarono le taverne e gli altri luoghi dove si ritrovavano marinai. Furono pescati "lavoratori di ogni tipo e Negri", quasi ottocento in tutto. Quattrocento di loro furono "ingaggiati nella forza armata".
La Royal Navy praticò anche diffusamente l'impressment nel Nord America Britannico dal 1775 al 1815. Le sue press gang provocano resistenze, tumulti, e disordine politico in porti di mare come Halifax, Saint John's e Québec. Ciò nonostante, la Royal Navy estese il raggio di azione delle sue press gang all'interno delle zone costiere del Nord America Britannico dall'inizio del XIX secolo. In reazione, marinai e residenti replicavano con un insieme di tattiche. Qualche volta reagivano violentemente. I tumulti di St. John's nel 1794 e di Halifax nel 1805 portarono ad un divieto dell'impressment in terraferma per gran parte delle Guerre napoleoniche. La protesta proveniva da un'ampia fascia della comunità urbana, comprese le élite, e non solo dai marinai che erano esposti, ed ebbe un impatto negativo sulle relazioni tra società civile e marina militare in quello che sarebbe poi diventato il Canada. Le comunità locali non esortavano i loro giovani a offrirsi volontari nella Royal Navy.

## Continental Navy
La Continental Navy americana praticò l'impressment a proprio favore durante la Guerra d'indipendenza americana. Il Congresso continentale autorizzò la costruzione di tredici fregate, tra cui la USS Virginia nel 1775. L'esperto capitano della Continental Navy, James Nicholson, fu incaricato di comandare la Virginia. Non appena fu allestita nel 1777, Nicholson ricevette l'ordine di salpare per la Martinica. Molti membri dell'equipaggio di Nicholson avevano disertato per passare ai corsari, con paghe più alte e rischi inferiori. Di conseguenza Nicholson sottopose a impressment circa trenta cittadini di Baltimora, un atto espressamente vietato dalla legge del Maryland. Il governatore del Maryland Thomas Johnson richiese l'immediato rilascio degli uomini coartati e il Congresso convinse Nicholson a liberarli tutti. Nicholson evitò l'impressment sulla terra e piuttosto nel 1780 fermò due mercantili americani in mare, per estrarne uomini dalle loro ciurme mediante impressment.
I singoli Stati non rinnegavano il concetto di impressment per le proprie marine militari, ma erano riluttanti a riconoscere tale diritto al Congresso continentale. Il concetto di coscrivere uomini per il servizio armato rimase controverso, anche dopo l'adozione della costituzione federale.
C'è un caso documentato di marinaio britannico sottoposto a impressment da parte della US Navy nel 1810.

## Conflitto con gli Stati Uniti
Nel 1795 entrò in vigore il Trattato di Jay, risolvendo moti problemi rimasti aperti dopo la Rivoluzione americana, ed evitando una ripresa delle ostilità. Tuttavia, la mancata risoluzione della questione dell'impressment che i britannici esercitavano sui marinai prelevati dalle navi americane divenne un grave motivo di insoddisfazione per coloro che lo disapprovavano. Benché i cittadini non britannici fossero esenti da impressment, la Gran Bretagna non riconosceva la nazionalità americana naturalizzata, e trattava chiunque fosse stato cittadino britannico come ancora "britannico"; di conseguenza, la Royal Navy sottopose a impressment più di 9 000 marinai che pur si dichiaravano cittadini americani.
Durante le guerre con la Francia (dal 1793 al 1815), la Royal Navy reclamava aggressivamente i disertori britannici sulle navi di altre nazioni, sia fermando e setacciando le navi mercantili, sia, in molti casi, setacciando le città portuali americane. Sebbene tale pratica fosse illegale, Jefferson la ignorò per restare in buoni rapporti con la Gran Bretagna, poiché stava trattando per ottenere "the Floridas". La situazione cambiò nel 1805, quando i britannici iniziarono a catturare marittimi americani che commerciavano con le Indie Orientali, confiscando navi e relativi carichi come preda e applicando l'impressment sui loro equipaggi. In forza della Rule of 1756, in tempo di guerra, il commercio diretto tra uno Stato europeo neutrale e una colonia britannica era proibito se tale commercio non esisteva in tempo di pace. Gli americani avevano trovato un modo di aggirare la norma "atterrando" i cargo dall'Europa negli Stati Uniti ed emettendo certificati dell'avvenuto pagamento del dazio. La nave sarebbe poi salpata, senza aver veramente scaricato il carico o aver effettivamente pagato dazio, come commercio di buona fede tra la neutrale America e le Indie Orientali. I britannici scoprirono la prassi durante il processo relativo alla cattura della Essex. La corte stabilì che il carico della Essex non era mai stato concepito per i mercati americani talché il viaggio non era stato "interrotto" e poteva dunque essere considerato continuo. Il risultato finale fu il blocco del porto di New York per opera di due fregate britanniche, la Cambrian e la Leander, che provocò manifestazioni pubbliche.

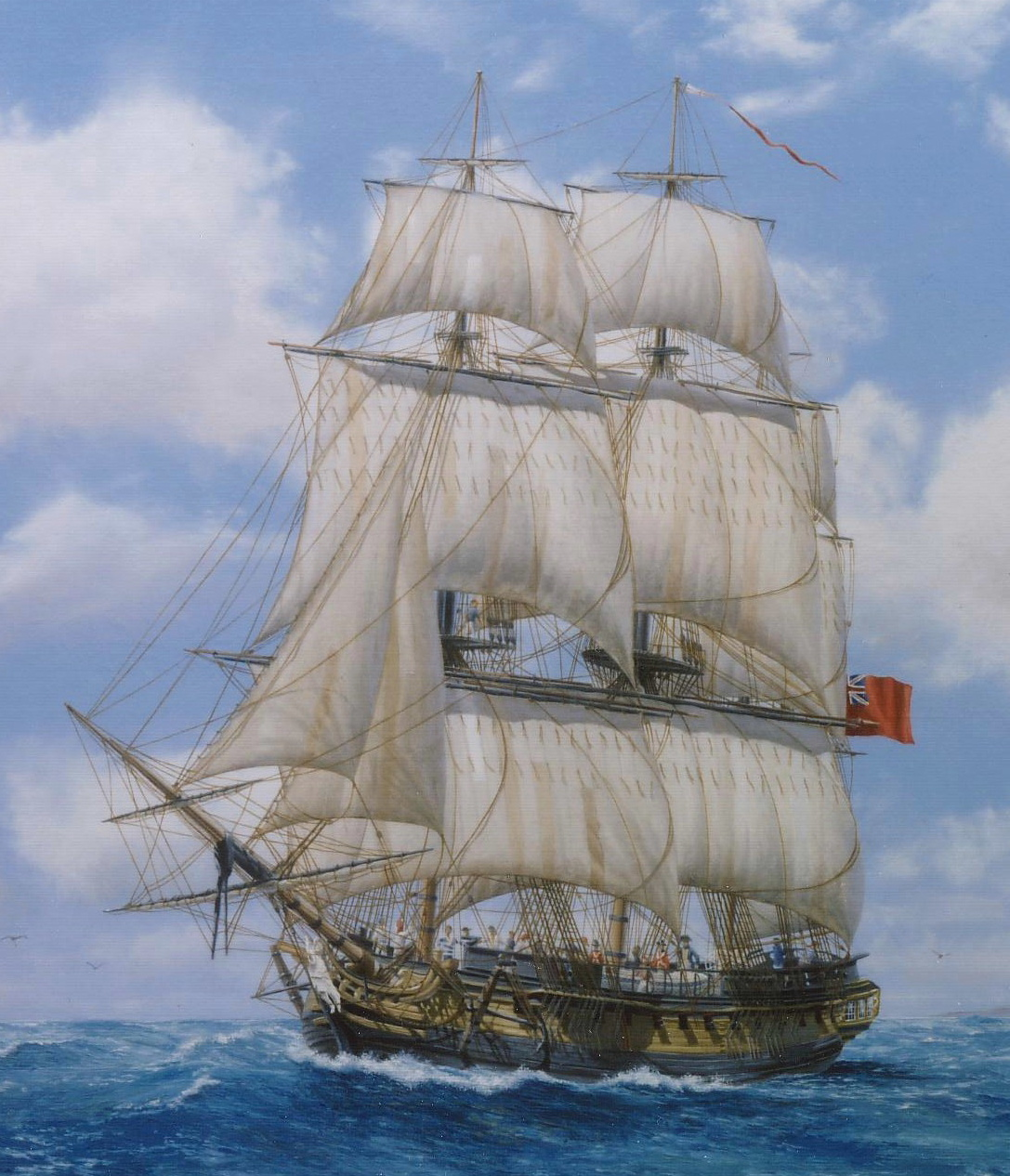
Dettaglio del quadro olio su tela dell'artista di Bristol Chris Woodhouse raffigurante la fregata da 36 cannoni HMS Melampus.

L'anno successivo numerose navi americane furono confiscate dai tribunali dell'ammiragliato e marinai americani furono sottoposti a impressment sempre più spesso finché, all'inizio dell'estate 1807, quando tre disertori dalla fregata britannica HMS Melampus ormeggiata nella Baia di Chesapeake si arruolarono sulla fregata americana USS Chesapeake. Dopo la perquisizione della Chesapeake, i tre disertori,  David Martin, John Strachan, e William Ware, risultarono essere nativi americani sottoposti illecitamente a impressment. L'indagine accertò inoltre che un altro membro dell'equipaggio registrato come Jenkin Ratford, era in realtà un disertore britannico, ma era irreperibile. L'ammiraglio Berkeley ordinò furioso a tutti i comandanti della Squadra Nord Atlantica di perquisire la Chesapeake se la incontravano in mare aperto. Otto miglia a sudest di Capo Henry una barca distaccata dalla fregata britannica HMS Leopard la intercettò ma il commodoro Barron negò il permesso d'ispezionare il suo equipaggio. La Leopard iniziò ad accostarsi e il comandante gridò un avvertimento cui Barron rispose "Non sento quel che dite". La Leopard allora sparò due colpi (di avvertimento) di fronte alla prua e quasi immediatamente scaricò una bordata contro la nave americana. Tre membri dell'equipaggio furono uccisi e diciotto feriti. La squadra di abbordaggio britannica non arrestò solo il disertore britannico ma anche i tre americani. L'affare ''Chesapeake-Leopard'' fece sì che da ogni parte del Paese s'invocasse la guerra e Jefferson in seguito scrisse: "Il caso della Chesapeake pose la guerra nelle mie mani, non ho dovuto far altro che aprirle e scatenare il pandemonio". Ordinò ai governatori degli Stati di preparare le loro milizie ma l'Embargo del 1807 che alla fine promulgò ordinava solo ai vascelli armati britannici di uscire dalle acque americane e proibiva ogni contatto con loro se fossero rimasti.
Come causa della Guerra anglo-americana, l'impressment e le catture di navi suscitarono tensione diplomatica, e contribuirono ad orientare l'opinione pubblica americana contro la Gran Bretagna. L'impressment era ampiamente percepito come umiliante e disonorante negli USA in quanto non erano in grado di proteggere le proprie navi e i propri marinai.

## Fine dell'impressment
La Gran Bretagna combatté la guerra contro Napoleone in mare aperto, ingrandendo la Royal Navy dalle 135 navi del 1793 alle 584 del 1812, ed espandendo il personale dai 36 000 marinai del 1793 ai 114 000 del 1812.  Nella primavera 1814 Napoleone si arrese, gli alleati reinstaurarono i re Borbone sul trono, e la Francia non fu più un nemico della Gran Bretagna. La guerra navale era finita e la Gran Bretagna a quel punto poteva ridimensionare drasticamente la sua Royal Navy. Non aveva alcun bisogno di arruolare a forza marinai, e non avrebbe mai più fatto ricorso a tale pratica, benché ufficialmente non dichiarasse di rinunziarvi. Al tempo del successivo importante conflitto della Gran Bretagna, contro la Russia nel 1853, un nuovo sistema di arruolamento a ferme fisse aveva dato alla Royal Navy un numero di reclute volontarie sufficiente a soddisfare le sue esigenze di organico. Nel corso del rimanente XIX secolo i cambiamenti nelle esigenze di personale e le migliorate condizioni di servizio permisero alla Royal Navy di contare sul reclutamento volontario per soddisfare le sue necessità, integrate, se del caso, con il richiamo di riservisti. Questo avvenne fino alla prima guerra mondiale, quando nel 1916 fu introdotta la coscrizione sistematica per tutte le forze armate.

## Leggi inglesi, e successive britanniche, sull'impressmentnavale

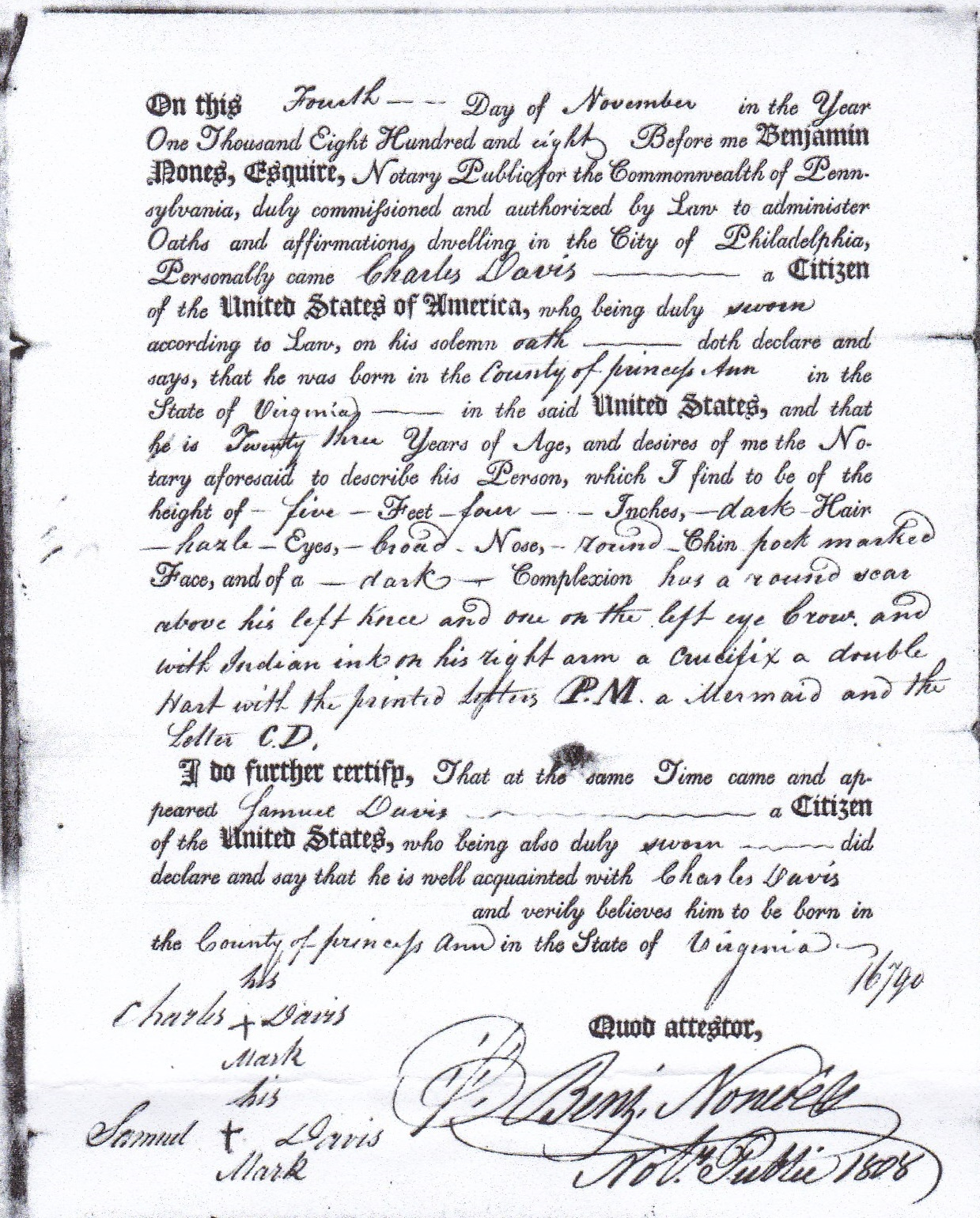
"Certificato di protezione" (dall'impressment) rilasciato a Charles Devis, 4 novembre 1804.

Il primo act del parlamento che legalizzava la prassi fu approvato nel regno della regina Elisabetta I nel 1563 ed era noto come "una legge che tocca considerazioni politiche per la conservazione della marina". Fu rinnovato molte volte fino al 1631. Nel Vagabonds Act 1597, diverse categorie di persone venivano assoggettate all'impressment per il servizio nella flotta. Dopo l'esecuzione di Carlo I d'Inghilterra, il Rump Parliament approvò numerosi act nel 1649 e nel 1650 circa l'incoraggiamento di ufficiali, marinai, e per l'impressment di marittimi (cioè la legge 22 febbraio 1648/9). Nel 1695 fu approvata una legge per costituire un registro permanente di 30 000 uomini per pronta convocazione dalla marina, "senza far ricorso alla barbara e incostituzionale prassi del pressing". La legge stabiliva anche le regole e i benefici fondamentali per tutti i tipi di marittimi, tra cui l'accesso al Greenwich Hospital.
Mentre le guerre infuriavano in Europa e America, fu approvato il Navigation Act 1703 (2 & 3 Ann. c. 6) "per l'aumento dei marittimi e il miglior incoraggiamento della navigazione, e la protezione del commercio di carbone". Questa legge diede alle parrocchie civili il potere di vincolare ragazzi tra i 10 e i 21 anni come apprendisti sul mare; riaffermò che balordi e vagabondi erano soggetti a impressment nella marina militare. La legge stabilisce gestione e norme per la sua esecuzione, tra cui il fatto che i volontari per il contratto [di marinai] e certi marittimi assunti per il commercio di carbone che rifornisce le città, sono esenti da impressment per tre anni. Questa legge fu seguita dal Recruiting Act 1703 (2 & 3 Ann. c. 13), che permetteva di sottoporre uomini, in buona forma fisica e apparentemente senza mezzi di sostentamento, a impressing nell'esercito e marina militare; anche come misura del tempo di guerra allargava i requisiti di reclutamento per equipaggi inglesi ai sensi dei Navigation Acts, per rendere i marittimi inglesi esperti più disponibili a prestare servizio sulle navi da guerra. Nel 1740 l'impressment fu limitato a uomini tra i 18 e i 45 anni, e al contempo esentava gli stranieri.
Sebbene ci fossero dubbi sulla persistente legalità dell'impressment in acque continentali, ma per ragioni simili, il Parlamento approvò il Sugar Trade Act 1746 (19 Geo. 2 c. 30) per cui l'impressment era vietato nelle Indie Orientali, ma si aggiungevano alcune eccezioni e non si faceva alcuna specifica menzione dell'America. Questo avrebbe portato al tumulto di Knowles a Boston l'anno successivo, e a continui problemi coloniali, specie nel New England di notevole vocazione marittima.
L'ultima legge che riaffermava il potere di impressment fu approvata nel 1835. Limitava a cinque anni la durata del servizio per un uomo che vi fosse stato costretto, e aggiungeva la regola che un uomo non poteva subire l'impressment per due volte.

## Leggi britanniche sull'impressmentnell'esercito
A partire dal 1645 il New Model Army formato da Oliver Cromwell per spodestare Carlo I durante la Guerra civile inglese era in gran parte costituito grazie all'impressment. Durante la restaurazione della monarchia l'impressment nell'esercito fu abbandonato.
Durante la Guerra d'indipendenza americana, dopo le perdite della Battaglia di Saratoga e le incombenti ostilità con la Francia, le esistenti misure di arruolamento volontario furono giudicate insufficienti. Tra il 1775 e il 1781 l'esercito regolare crebbe da 48 000 a 110 000 uomini. Furono approvate due leggi, il Recruiting Act 1778 e il Recruiting Act 1779, per sottoporre a impressment nel British Army alcuni soggetti. Il principale vantaggio di queste leggi era nel numero di volontari ottenuti per timore dell'impressment. Per evitare l'impressment, alcune reclute si mutilavano tagliandosi indice e pollice della mano destra, in modo da non poter usare un moschetto o una spada. Il Recruiting Act del 1779 fu abolito il 26 maggio 1780, e l'impressment nell'esercito fu abbandonato definitivamente.
Per la durata dell'esperimento, il governo britannico permise l'impressment nell'esercito in circostanze nettamente circoscritte — entrambe le leggi davano preminenza alla scelta volontaria rispetto all'impressment, e offrivano grossi incentivi ai volontari come tattica "del bastone e della carota", per incoraggiare gli uomini a offrirsi volontari per evitare il ricorso all'impressment. La parte del 1778 Act riguardante l'impressment si applicava solo alla Scozia e alla zona circostante Londra, escludendo il Galles e il resto dell'Inghilterra, per evitare di interferire con il raccolto. Il 1779 Act si applicava a tutta la Gran Bretagna, ma fu inizialmente sospeso ovunque tranne che nella zona circostante Londra, e in effetti si applicò a tutta la Gran Bretagna solo per sei mesi, finché l'act del 1779 fu abolito nel maggio 1780, e in Gran Bretagna terminò l'impressment nell'esercito.
A differenza dell'impressment per la marina militare, quello per l'esercito si applicava solo a "persone non invalide, oziose e disordinate, che non hanno potuto, all'esame, dimostrare di esercitare e di seguire industriosamente un qualche commercio o impiego legale, o di avere qualche sostanza sufficiente per il proprio supporto e il proprio mantenimento", oltre ai contrabbandieri, secondo la legge del 1778, ma escludendo da tale previsione tutti gli uomini che fossero elettori, o addetti al raccolto. La legge del 1779 estese l'impressment anche alle "canaglie incorreggibili" che avevano abbandonato le loro famiglie, lasciandole a carico della parrocchia. Gli apprendisti sottoposti a impressment venivano rilasciati su richiesta dei loro padroni, e gli stranieri sottoposti a impressment venivano rilasciati quando richiesto dalle ambasciate del loro Paese.

## Cultura di massa

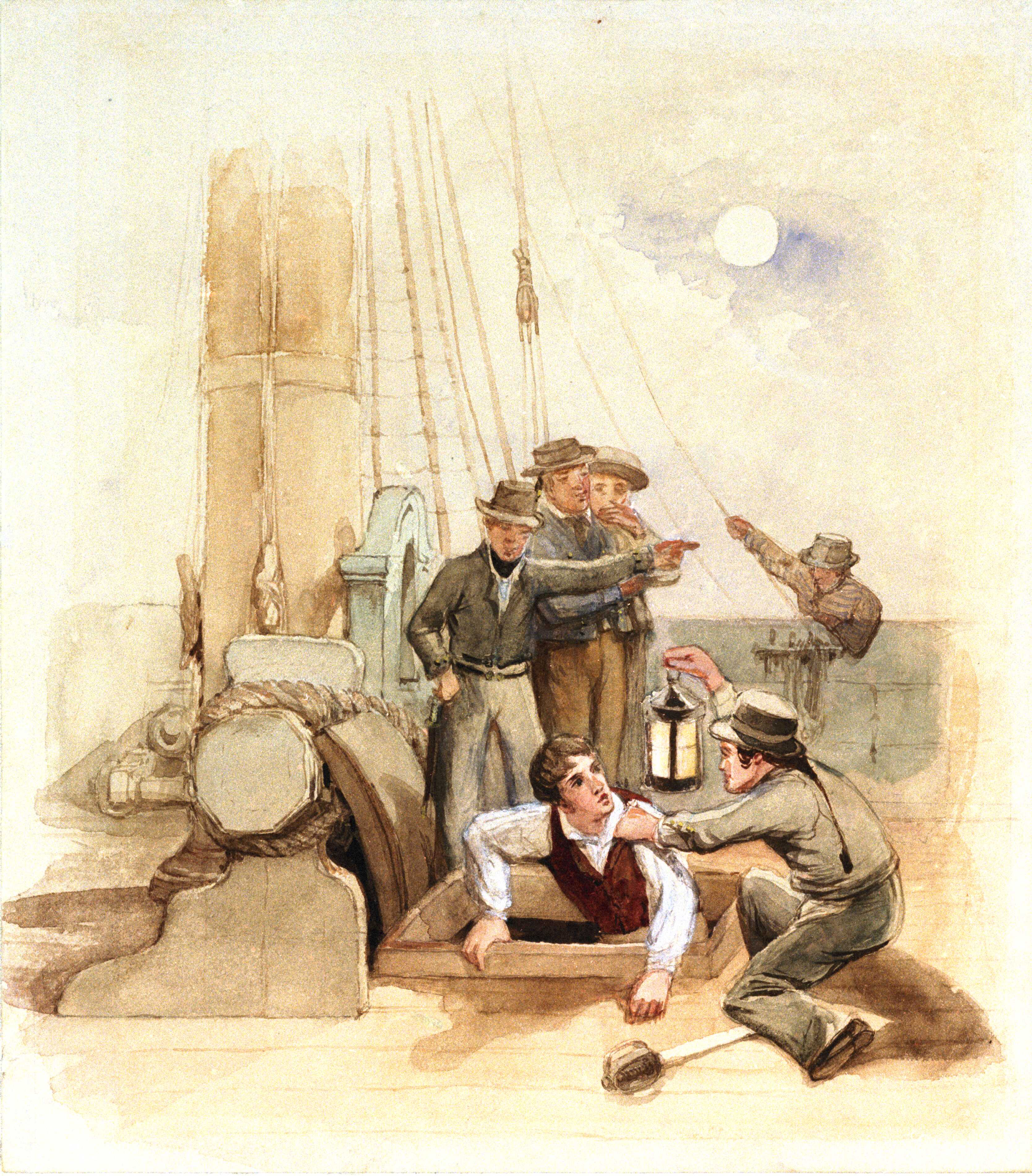
Illustrazione da Poor Jack (1840) che rappresenta un ragazzo sottoposto ad impressment.

### Letteratura
- Poor Jack (1840) di Frederick Marryat, contiene una scena in cui una press gang sale a bordo di un mercantile e cattura un giovane marinaio sottocoperta. Quando viene portato in coperta, si accorge di essere stato assoggettato all'impressment dal suo stesso fratello.
- Gli eventi del romanzo Sylvia's Lovers (1863) di Elizabeth Gaskell avvengono con lo sfondo della pratica dell'impressment durante le fasi iniziali delle Guerre napoleoniche. Charlie Kinraid è arruolato forzosamente nella Royal Navy da una press gang e in seguito il padre di Sylvia Robson è giustiziato per aver guidato un'incursione di vendetta contro i collaboratori della press gang.
- Nel romanzo di Herman Melville Billy Budd, Sailor, pubblicato per la prima volta nel 1924, e nell'opera e nel film che ne sono stati ricavati, Billy tramite impressment è strappato al mercantile Right-of-Man per fargli prestare servizio su una nave da guerra britannica.
- In Hornblower and the Atropos di C. S. Forester, il capitano Horatio Hornblower è raffigurato, nel momento in cui aveva urgente bisogno di mettere assieme la sua ciurma, nell'atto di fermare una nave della Compagnia britannica delle Indie orientali per sottoporre a impressment gran parte dei suoi marinai — essi erano assai riluttanti, dato che le condizioni sulle navi della Royal Navy erano di gran lunga peggiori di quelle della compagnia civile.
- Nel romanzo del 2002 La città delle navi di China Miéville, molti metri della società The Armada sono sottoposti a impressment, strappandoli da varie navi per farli vivere sulla colonia galleggiante. Miéville predilige la parola pressganged  e l'ha usata in numerose opere di fantasia per riferirsi alle persone costrette ad appartenere a qualche organizzazione o fazione contro la loro volontà per scopi politici.

### Poesia
- La prima poesia pubblicata di Elizabeth Barrett Browning,  On the Cruelty of Forcement to Man (c. 1812, quando aveva sei anni), trattava l'impressment.[56]
- La raccolta del 1888 di John Ashton Modern Street Ballads comprende "Victory": racconta le peripezie di una giovane aristocratica i cui genitori, disapprovando il suo indigente spasimante, ne procurano l'impressment per fargli prestare servizio sull'ammiraglia eponima  di Horatio Nelson, nave su cui perirà nella battaglia di Trafalgar.

### Musica
- La canzone della band garage punk The Murder City Devils "Press Gang, dal loro album In Name and Blood", tratta di un uomo che diventa "vittima della press gang", un gruppo di soldati che lo porta da una nave in mare aperto a una cittadina e lo impicca pubblicamente per crimini imprecisati.[57]
- Il cantante folk Richard Digance scrisse I Hear The Pressgang, che racconta la storia di un uomo arruolato a forza nella Royal Navy, che in seguito muore annegato. La canzone chiede chi si occuperà di sua moglie, del figlio e della fattoria da cui è stato allontanato.

### Cinema
- H.M.S. Defiant (Lewis Gilbert, 1962): la scena di apertura rappresenta una press gang a Spithead (Inghilterra), che durante le Guerre napoleoniche reclutava forzatamente uomini di notte nei pub o per la strada. Più tardi, li vediamo sul ponte mentre vengono "arruolati obbligatoriamente".